# Chrysochóri
Chrysochóri (Chrysochori) är en ort i Grekland.   Den ligger i prefekturen Nomós Kaválas och regionen Östra Makedonien och Thrakien, i den nordöstra delen av landet, 300 km norr om huvudstaden Aten. Chrysochóri ligger 11 meter över havet och antalet invånare är 1 818.
Terrängen runt Chrysochóri är mycket platt.  Närmaste större samhälle är Chrysoúpolis, 6,0 km norr om Chrysochóri. Trakten runt Chrysochóri består till största delen av jordbruksmark.